# Велика Сърбия (1916 – 1918)
Вижте пояснителната страница за други значения на Велика Сърбия.
„Велика Сърбия“ (на сръбски: „Велика Србија“) е сръбски ежедневен следобеден вестник, излизал на кирилица в Солун, Гърция от 1916 до 1918 година.
Заглавието е и на френски език.
След окупацията на Сърбия от страните от Централните сили в 1915 година по време на Първата световна война и изтеглянето на сръбските войски през Корфу в Солун, част от сръбския печат също се мести в македонската столица. От брой 1 (1918) отговорен редактор е Бошко Богданович, а от брой 757 (1918) Алекса Гърданович. Сред редакторите на вестника е Йоханан Мандил. От брой 332 (1917) се печата в печатница „Берас“, а от брой 1 (1918) в печатница „Велика Србија“. „Велика Сърбия“ престава да излиза след края на войната в 1918 година.